# 미나미카미촌
미나미카미촌(일본어: 南上村)은 일본 시즈오카현 가모군에 속해있던 촌이다. 현재의 미나미이즈정 북부에 해당한다.

## 역사
- 1889년 4월 1일 - 정촌제 시행에 의해 가모군 미나미카미촌이 성립하였다.
- 1955년 7월 31일 - 미나미나카촌, 미나미자키촌, 미사카촌, 미하마촌, 지쿠마촌과 합병해, 미나미아이즈정이 설치되었다.

## 참고문헌
- 角川日本地名大辞典 22 静岡県